# 日置和昭
日置 和昭（ひおき かずあき）は、三重県出身の日本の土木工学者・社会環境工学者。大阪工業大学工学部都市デザイン工学科教授。工学博士。技術士（建設部門）・1級土木施工管理技士。地盤工学会技能試験実施委員会委員長。枚方市環境影響評価審査会委員。元日本材料学会地盤改良部門委員会地盤環境研究会代表。
専門は、地盤工学・土質工学・建設工学、地盤防災工学・地すべり学、地盤環境工学・社会環境工学。

## 略歴
1994年大阪工業大学大学院工学研究科土木工学専攻修士課程修了。不動建設ジオ・エンジニアリング事業本部技術統轄部を経て、2006年工学博士（大阪工業大学）。2007年大阪工業大学工学部都市デザイン工学科に着任。2022年現在、同学科教授、土木会運営委員・総務主査。
主な所属学会は、土木学会、地盤工学会、日本地すべり学会、近畿建設協会、日本地下水学会、日本材料学会、廃棄物資源循環学会など。
主な受賞は、地盤工学会功労章（2022）。
主な著書は、地盤工学- 第2版/第2版新装版（共著、森北出版2009/2020、学術書）、環境土構造工学 - 1.調査・計画・設計編/2.施工技術編（共著、電気書院2005/2006、学術書）など。

## 主な研究
- 奈良県南部地方の豪雨時深層崩壊危険度予測・監視に関する研究[5]
- 広島圏域の豪雨時土砂災害危険度予測・監視に関する研究
- 含水比変化によるせん断特性を考慮した斜面安定解析[6]
- 複合地盤における帯水層定数の同定と設計へのアプローチ[7]
- 土質系遮水壁の性能評価に関する研究
- 地盤材料試験の技能評価とばらつき要因に関する研究
- 廃ガラス系リサイクル材料の有効利用に関する研究
- 廃棄物処分場における遮水工の物質移動パラメータと遮水性能に関する研究

## 主なテクニカルアドバイザー
- 枚方市環境影響評価審査会委員[8]

また、高校生向け土木工学の啓蒙活動として、「科学の甲子園」2016の工学基礎講座（地盤災害）の講師や、豊中高校の課題研究2020の指導、常翔啓光学園高校(2018)・雲雀丘学園高校(2019)などへの出張講義を行っている